# 東京都立南大沢学園特別支援学校
東京都立南大沢学園特別支援学校（とうきょうとりつ みなみおおさわがくえんとくべつしえんがっこう）は、東京都八王子市南大沢五丁目にあった公立特別支援学校。

## 設置学部
- 高等部普通科
- 高等部産業技術科

## 沿革
- 1996年4月1日 - 東京都立南大沢学園養護学校として開校。
- 2008年4月1日 - 東京都立南大沢学園特別支援学校に改名。
- 2010年4月 - 小学部、中学部を多摩桜の丘学園に設置される知的障害部門へ移転。後継校として東京都立南大沢学園が開校する。
- 2012年3月31日 - 閉校。[1]

## 著名な教職員
- 根津公子（家庭科教諭）